# Joods Lyceum (Amsterdam)
Het Joods Lyceum was een Joodse middelbare school in Amsterdam, die tijdens de Tweede Wereldoorlog van 1941 tot 1943 in gebruik was.

## Voorafgaand
Na de bezetting van Nederland door nazi-Duitsland werden steeds meer anti-Joodse maatregelen doorgevoerd met als doel de rechten van Joden te beperken. Per 1 september 1941 mocht van Reichskommissar Seyss-Inquart geen enkel Joods kind meer op een niet-Joodse school zitten. Joodse kinderen moesten voortaan naar Joodse scholen met uitsluitend Joodse leerlingen en docenten

## De school
Het Joods Lyceum werd gevestigd in het schoolgebouw aan de Voormalige Stadstimmertuin 1 in de Jodenbuurt. Dit was hiervoor de openbare Amstelschool, maar deze verhuisde naar een andere locatie. Op nummer 2 was sinds 1938 al de orthodox-joodse HBS gevestigd. In dit gebouw werd na de oorlog het 'Joods Lyceum Maimonides' gevestigd. Op 1 oktober 1941 ging de school van start met 350 leerlingen. De heer W.S.H. Elte werd als rector aangesteld. Het Joods Lyceum was geen religieuze joodse school, maar een openbaar lyceum.
Een van de leraren was Jacques Presser voor geschiedenis, die na de oorlog het standaardwerk Ondergang schreef over de Jodenvervolging.

## Docenten
Enkele docenten waren :
- Jacques Presser voor Geschiedenis
- Sem Dresden voor Frans
- Joseph Michman [Melkman]
- Willy Pos voor Nederlands en toneel
- Jaap Meijer
- Johanna Hermine Biegel voor Biologie[2]
- Rosey E. Pool.[3]

## Leerlingen

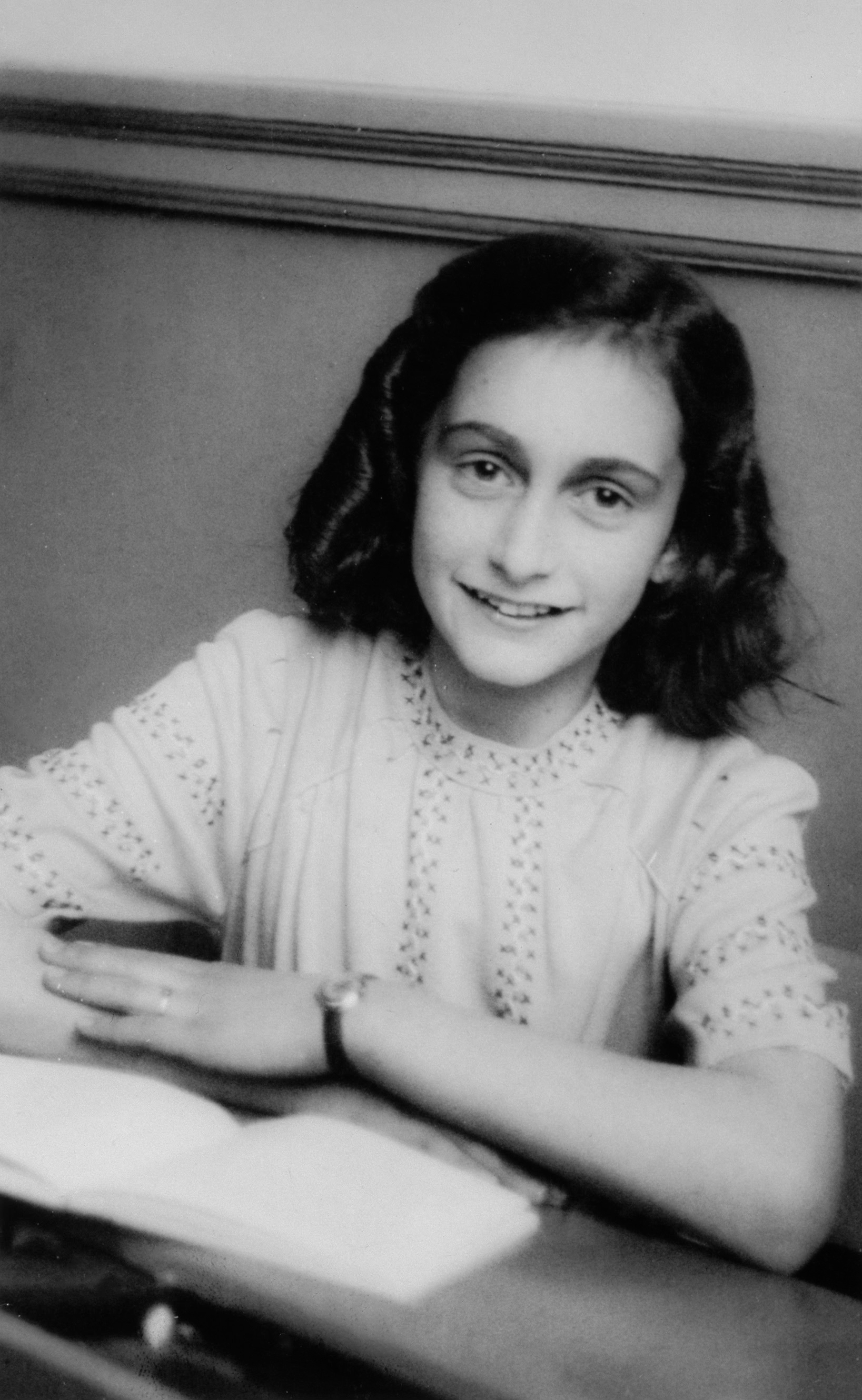
Anne Frank lacht naar de schoolfotograaf

In totaal hebben gedurende de oorlogsjaren 489 kinderen voor langere of kortere tijd les gehad op het Joods Lyceum. Ook Anne Frank en haar zus Margot Frank hadden les op het Joods Lyceum vanaf 1941, tot zij in juli 1942 onderdoken. Margot Frank stroomde in vanaf het Gemeentelijk Lyceum voor Meisjes waar zij vanaf moest vanwege haar Joodse afkomst. Anne Frank had gedwongen afscheid moeten nemen van de Zesde Montessorischool in de Niersstraat. De klas van Anne Frank bestond uit 18 jongens en 12 meisjes.
Vanaf de zomer van 1942, toen de deportaties begonnen, verschenen er in de loop der tijd steeds minder leerlingen op school. Op een dag kwamen alle kinderen van wie de achternaam met een A begon, niet meer op school. Daarna bleven de kinderen wier naam met een B begon weg. Voorjaar 1943 ontvingen ook de leraren die eerst vrijstelling genoten een oproep voor deportatie. Eind september 1943 ontving ook rector Elte een oproep. Na de laatste razzia in Amsterdam hield de school op te bestaan. Niet omdat het gebouw door de Duitsers gesloten werd, maar omdat er geen leerlingen en medewerkers meer over waren om de school nog voort te zetten.
45% van de leerlingen zijn tijdens de Holocaust om het leven gekomen, 40% overleefde. Van 15% is het lot onbekend.